# Necterosoma regulare
Necterosoma regulare är en skalbaggsart som beskrevs av Sharp 1882. Necterosoma regulare ingår i släktet Necterosoma och familjen dykare. Inga underarter finns listade i Catalogue of Life.